# ガッジ
ガッジ（イタリア語: Gaggi, シチリア語: Caggi）は、イタリア共和国シチリア州メッシーナ県にある、人口約3,200人の基礎自治体（コムーネ）。

## 地理

### 位置・広がり
メッシーナ県のコムーネ。県都メッシーナから南西へ47kmの距離にある。

#### 隣接コムーネ
隣接するコムーネは以下の通り。括弧内のCTはカターニア県所属を示す。
- カステルモーラ
- カスティリオーネ・ディ・シチーリア (CT)
- グラニーティ
- モンジュッフィ・メリーア
- タオルミーナ

## 行政

### 分離集落
ガッジには、以下の分離集落（フラツィオーネ）がある。
- Billirè, Cavallaro, Costa Arancione, Falcò, Palmara